# 복양흥
복양 흥(濮陽興, ? ~ 264년)은 중국 삼국시대 오나라의 정치인이다. 자는 자원(子元)이며 연주 진류군 사람이다. 장사태수 복양일의 아들이다.

## 생애
손권 때 상우현령(上虞縣令)을 지냈는데 행정 수완을 높이 평가받아 상서좌조(尙書左曹), 오관중랑장(五官中郞將), 회계태수 등을 역임하였다.
제갈각이 번왕들을 요충지에서 떨어트리는 정책을 쓰면서 낭야왕 손휴가 단양군으로 옮겼다가, 단양태수 이형의 핍박을 받아 회계군으로 옮겼는데, 복양흥은 회계태수로 재직하면서 손휴와 친교를 맺었다.
이후 손휴가 즉위하자(경제) 태상·위장군·평군국사(平軍國事)에 임명되었다.
260년, 도위 엄밀이 건의한 포리당 건설 사업을 홀로 실현 가능하다고 주장했다. 포리당 건설은 공사비가 셀 수 없이 많이 들었으며 수많은 사람들이 희생되었으므로 백성들은 이를 크게 원망했다.
그러나 복양흥은 10월에 승상이 되었으며, 경제는 학문에 열중하였기 때문에 복양흥은 실권을 장악하여 장포와 함께 멋대로 정치를 하여 많은 사람들의 원성을 샀다.
264년, 경제는 임종 시 복양흥에게 자신의 아들 손완을 황위에 앉힐 것을 요청하였으나, 아직 어린 나이였기 때문에 주위의 반대로 실현되지는 못하고 오정후(烏程侯) 손호가 즉위하였다(말제). 복양흥에게는 시중(侍中)이 더해졌고, 청주목을 겸임했다.
말제가 즉위한 후 포악해지자 장포와 함께 손호를 옹립한 것을 후회했으나, 이를 들은 만욱이 손호에게 참언을 해 11월 초하룻날에 입조했다가 장포와 함께 사로잡혀 광주(廣州)로 귀양을 갔으나, 귀양지로 가는 도중에 손호의 군사들에게 추격을 받아 살해당했다. 말제는 복양흥과 장포의 삼족을 멸했다.

## 《삼국지연의》에서의 묘사
사실(史實)과는 달리, 만욱의 참언을 받아서가 아니라 손호에게 간언을 하여 처형당하는 것으로 묘사되어 있다.
| 전임 전상 | 동오의 태상 258년 ~ 262년 | 후임 요신 |

| 전임 손침 | 제7대 동오의 승상 262년 ~ 264년 | 후임 (좌승상) 육개 (우승상) 만욱 |

## 같이 보기
- 삼국지 인물 목록